# Sankt-Remigius-Kapelle

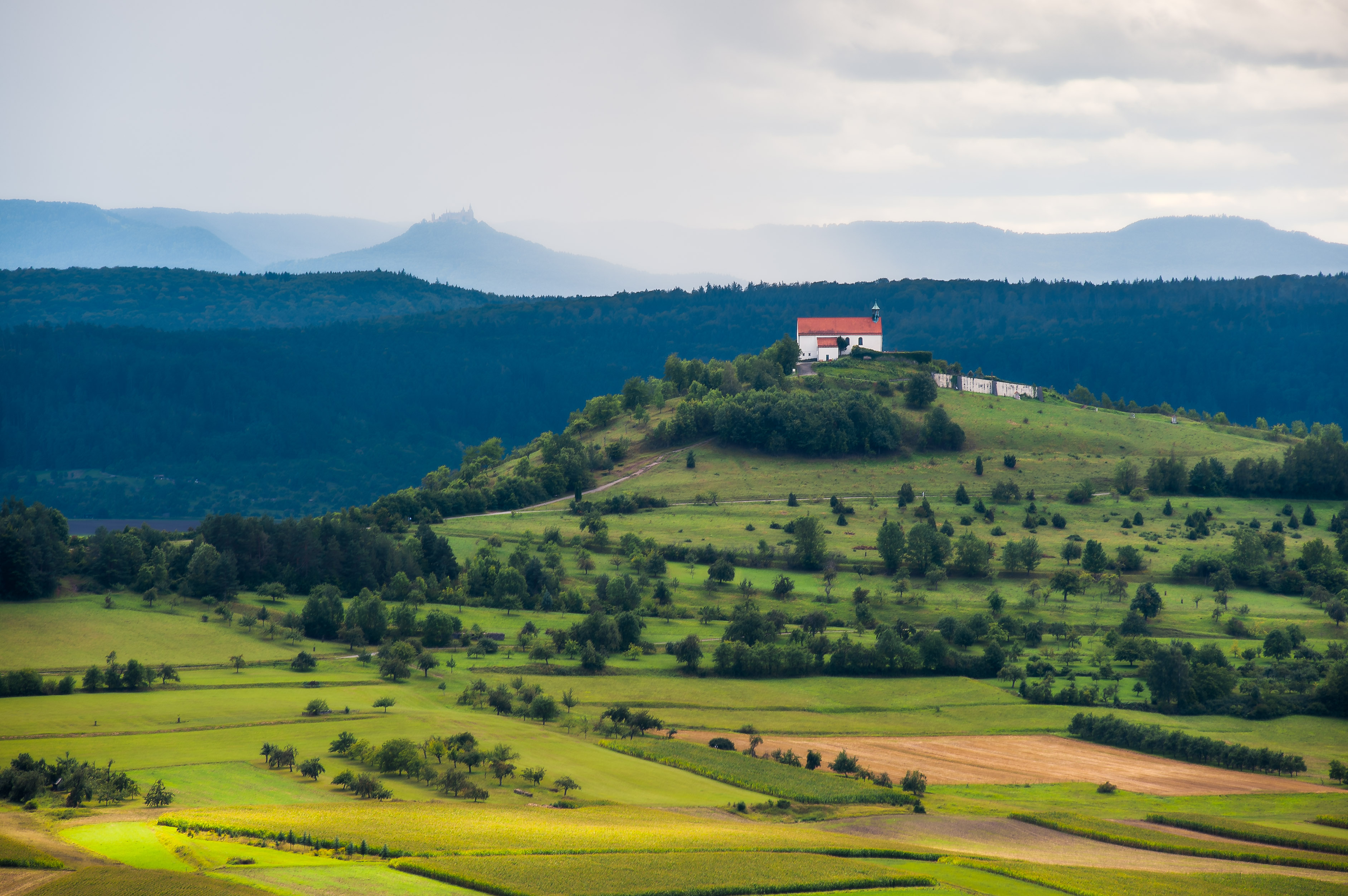
Blick von Unterjesingen zur Wurmlinger Kapelle mit Schwäbischer Alb und dortiger Burg Hohenzollern im Hintergrund

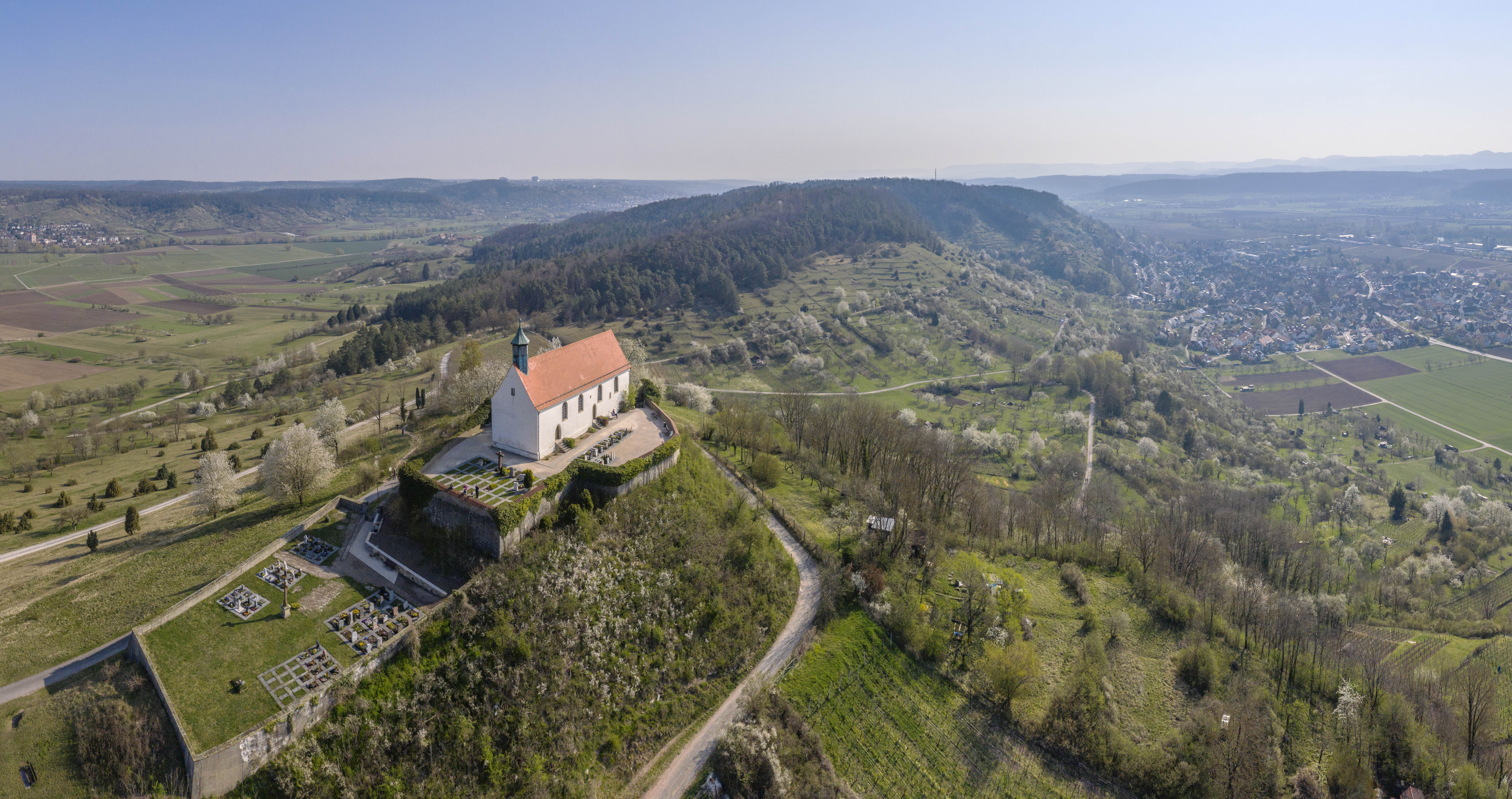
Sankt-Remigius-Kapelle mit Hirschauer Berg im Hintergrund

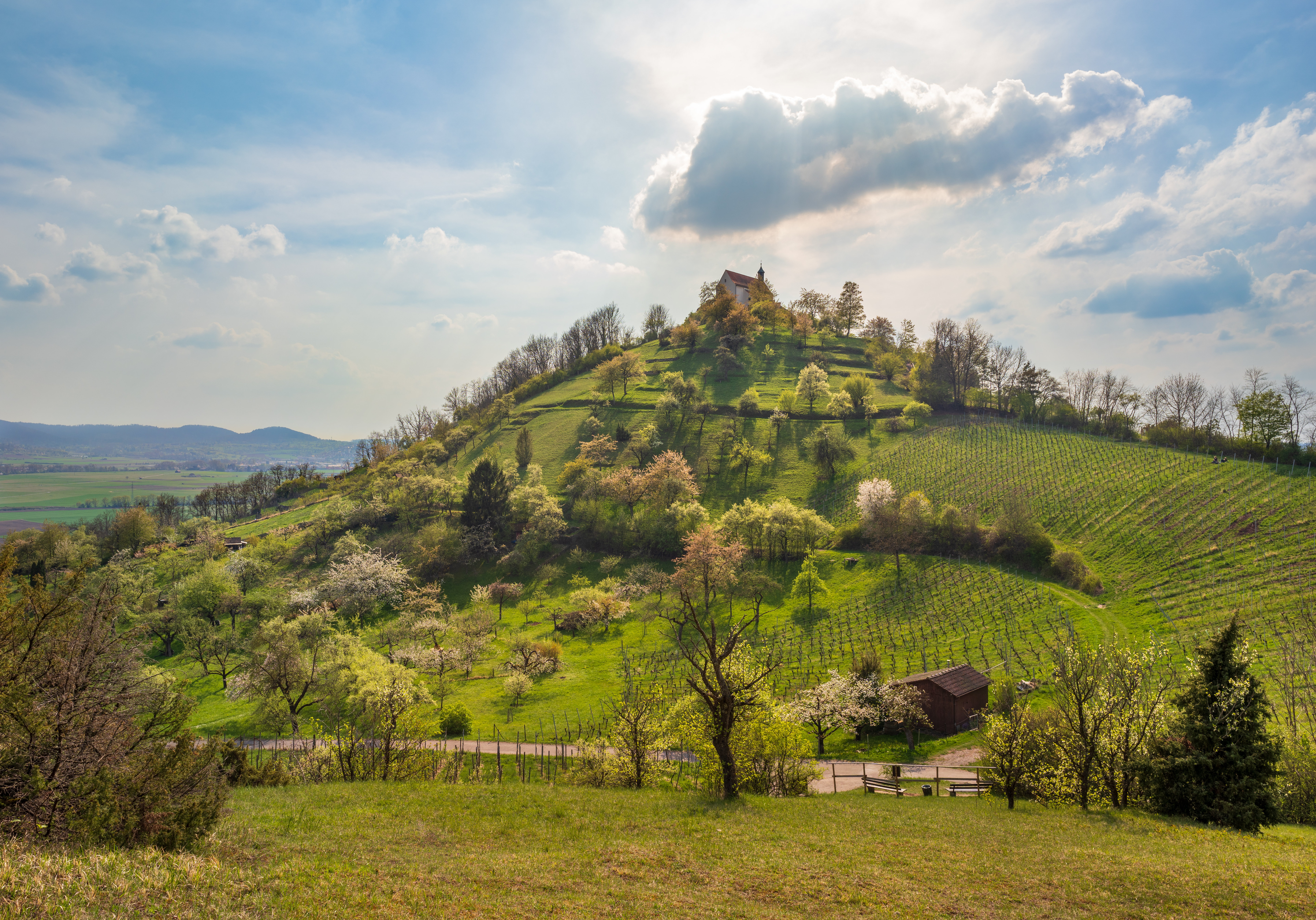
Ansicht des Kapellenbergs von OSO im April mit Gegenlicht

Die Sankt-Remigius-Kapelle, umgangssprachlich und in der Dichtung auch Wurmlinger Kapelle, auf dem Kapellenberg (ca. 474,4 m ü. NHN; auch Wurmlinger Berg genannt) bei Wurmlingen im baden-württembergischen Landkreis Tübingen ist ein beliebtes Ausflugs- und Wallfahrtsziel. Um die Kapelle erstreckt sich der Friedhof von Wurmlingen.

## Archäologische Befunde
Von Sommer 1962 bis zum Herbst 1963 wurde durch die Denkmalpflege Tübingen eine Grabungskampagne durchgeführt. Es zeigte sich, dass um die Kapelle das Gelände durch menschliche Bestattungen metertief gestört war. Allein am Nordwestbereich zwischen Kapelle und dem Gräberfeld fand sich ein ungestörter Bereich. Hier traten Keramik und Tierknochen zu Tage. Die Keramik konnte der frühen Bronzezeit, Urnenfelderkultur und Hallstattzeit zugeordnet werden, was auf eine kontinuierliche Besiedlung über diesen Zeitraum schließen lässt. Die Hauptmasse der vorgefundenen Keramik datierte in die Hallstattzeit. Römische Drehscheibenware war nur sehr wenig vertreten. Auch der Fund einer Gewandnadel im Kapelleninneren datiert in die Hallstattzeit. Die Nadel fand sich eingebettet im mittelalterlichen Mauerwerk. Des Weiteren fanden sich zwei Pfostenlöcher längs der Mittellinie der bestehenden Kapelle. Dies könnte der Nachweis eines Vorgängerbauwerkes aus der Merowingerzeit sein. Das Patrozinium des Heiligen Remigius deutet auf eine fränkische Gründung.

## Baugeschichte
Die archäologischen Grabungen lieferten 1963 auch deutliche Spuren eines steinernen, frühromanischen Kirchenbaus. Südlich, außerhalb der Kapelle fanden sich ältere Mauerreste, die vor dem hochromanischen Nachfolgerbau zu datieren sind. Diese verliefen nicht parallel zum derzeitigen Bestand der Südwand, sondern sind als Reste einer halbrunden Apsis des frühromanischen Vorgängerbaues zu werten. Auch Reste der Südseite dieses Baues waren feststellbar. Die Größe dieses Baues konnte auf maximal 8 bis 10 m in der Länge bestimmt werden. Die Breite konnte allerdings nicht erfasst werden.
Dieser frühromanische Vorgängerbau könnte um 1050 in der Amtszeit von Papst Leo IX. als Grabkapelle des Stifters Graf Anselm von Calw errichtet worden sein. Die heute noch vorhandene romanische Krypta datiert um den Beginn des 12. Jahrhunderts. Der gotische Nachfolgebau brannte 1644 ab. Die bis heute erhalten gebliebene barocke Kapelle wurde 1685 geweiht. 1911 nahm der Kunst- und Kirchenmaler Carl Dehner eine Ausmalung der Kapelle vor.

Grundriss der Krypta nach Eduard Paulus 1897
Querschnitt der Krypta nach Eduard Paulus 1897
Ansicht der Säulen in der Krypta nach Eduard Paulus 1897

Der Besitzkomplex des Baues wurde im Jahr 1127 von den Grafen von Dillingen durch eine Schenkung an das Kloster Kreuzlingen übertragen. Somit war der Abt von Kreuzlingen Pfarrherr der Kirche. Zu diesem Zeitpunkt bestand bereits der Jahrtag für den Stifter Anselm von Calw. Die Kapelle verblieb bis zur Säkularisation im Besitz des Klosters.
Im Jahr 1644 unterhielten die Wurmlinger Bewohner eine Wache auf dem Berg, um wegen unruhiger Kriegszeiten ein Glockensignal beim Herannahen feindlicher Soldaten geben zu können. Am 17. März 1644 hatte die Wache, der Kälte wegen, ein Feuer entzündet. Dieses Feuer griff auf die Kapelle über und konnte wegen fehlenden Wassers nicht gelöscht werden. Die Kapelle brannte ab. Das angebaute Pfarrhaus blieb erhalten, hatte aber nunmehr keine Türen und Fenster.
Zwischen 1646 und 1649 wurde die Kapelle wieder notdürftig instand gesetzt und mit einem Dach versehen. Am 4. Juli 1649 ordnete der Abt von Kreuzlingen den Guss einer neuen Glocke an.
Erst im Jahr 1680 beginnen die Arbeiten zur grundlegenden Erneuerung der Kapelle. Sie wurde bereits 1682 vollendet. Es erfolgen die Einbauten von 3 barocken Altären (St. Remigius, St. Sebastian und Marien) mit insgesamt fünf Gemälden.  Am  29. Mai 1685 wurde die Kapelle erneut geweiht.
Bei einem Erdbeben am 16. November 1911 wurde die Kapelle beschädigt.

## Das Stiftergrab
Die Krypta kann als Grablege des Stifters gewertet werden, allerdings ist dies archäologisch nicht nachweisbar. Eine aus der Gotik stammende Nische im Kirchenraum galt noch bis ins 20. Jahrhundert als Grabstätte des Stifters.
Eine urkundliche Niederschrift aus dem Jahr 1348 nennt als Stifter einen Grafen von Calw (quondam comite des Calw), aber erwähnt kein Stiftergrab. 1468 führt eine weitere Urkunde abwechslungsweise ein Grab (sepulcrum quondam domini legatoris) bzw. ein Denkmal (monumentum quondam domini legatoris) des Stifters auf, der hier erstmals mit Namen genannt wird (quondam Magnifici domini Anselmi Comitis des Calw). 1608 erwähnt der Geschichtsschreiber Christoph Lutz von Lutzenhardt den Ort des Grabes … heraußen bey des Stifters des Grafen Grab … Dies könnte bedeuten, dass der Zugang zum Grab von außerhalb der Kapelle begehbar war, was  für die Krypta als Grab des Stifters spricht. Laut Lutzenhardts Aufzeichnungen soll auch ein Grab- oder Gedenkstein vorhanden gewesen sein. Hierzu schreibe er: Wann und zuo Welcher zeit diese Stifftung beschehen, Auch Welches Jar Wolermelter Graf Amselm der Stifter gestorben, Waist man nit, obwol er uff gedachtem Berg. In seiner gestifften Kürchen begraben ligt, Ist doch uff seinem Grabstein Ainicher Buechstab oder Jarzahl zufinden, allein hanget darob ein gemahltes Täfelin, daran d. Grafen von Calw Wappen mit dieser Schrifft, doch ohn Jarzahl: Graff Amßhelm von Calw Stiffter.
Nach dem Brand soll sich das Grab auf der südlichen Wand neben dem östlichen der beiden Eingänge befunden haben. Dies kann nur der Platz vor der gotischen Bogennische sein.

## Glocken
Die größere, der zwei Glocken der Kapelle wurde im Jahr 1649 gegossen. Bildnisse der Jungfrau Maria und des St. Remigius und der Inschrift: Gloria in excelsis Deo, et in terra pax hominibus befinden sich auf ihr. Diese Inschrift kann in Verbindung mit dem Abschluss des Westfälischen Frieden gebracht werden. Die Glocke wurde von der Rottenburger Glockengießerei der Familie Rosier hergestellt. Diese Glocke ist die große Glocke der Kapelle und befindet sich noch immer dort. Sie wird bei Beerdigungen geläutet.

## Kreuzweg
Von der am Fuße des Berges gelegenen Ortschaft Wurmlingen führt ein 1687 errichteter Kreuzweg zur etwa 130 m höher gelegenen Kapelle hinauf. Um die Kapelle herum befindet sich der Friedhof von Wurmlingen.

## Dichtung
Die Kapelle ist viel bedichtet worden. Für Ludwig Uhland war sie Inspiration für sein bekanntes Gedicht Die Kapelle, vielfach vertont, unter anderem von Conradin Kreutzer und Carl Maria von Weber. Die bekannteste Melodie stammt von Friedrich Wilhelm Jubitz. Von Nikolaus Lenau stammt das Gedicht Die Wurmlinger Kapelle. Auch im literarischen Werk von Gustav Schwab, Isolde Kurz, Justinus Kerner, Karl Mayer (Dichter), Wilhelm Schussen, Sebastian Blau und Peter Härtling spielt die Kapelle eine Rolle.

## Varia
Der Sage nach soll Graf Anselm von Calw angeordnet haben, dass er nach seinem Tod auf einen Wagen gelegt werden solle, der von zwei Ochsen gezogen werden solle. Dort, wo sie anhielten, solle seine Grabkapelle erbaut werden. Es gibt ähnliche Sagen zu Kirchen- und Klostergründungen an anderen Orten, diese sollen die besondere Heiligkeit des Orts darstellen, dienten aber eher zur Christianisierung zuvor heidnischer Kultorte.
Die Kapelle war Ausflugsziel einer gemeinsamen Wanderung von Georg Wilhelm Friedrich Hegel, Friedrich Wilhelm Joseph Schelling und Friedrich Hölderlin zu ihrer gemeinsamen Zeit im Tübinger Stift.
Zur Zeit von König Wilhelm II. von Württemberg gab es einen Beobachtungsposten auf dem Kapellenberg, der auf Signale von der Signaleiche bei der Königlichen Jagdhütte zu achten hatte, solange dieser dort weilte.
Die Bergkapelle ist von Mai bis Oktober bei schönem Wetter in der Regel sonntags von 10 bis 16 Uhr geöffnet. Zu den übrigen Zeiten kann der Schlüssel beim katholischen Pfarramt in Wurmlingen ausgeliehen werden.

## Veranstaltungen
In den Sommermonaten finden regelmäßig Konzerte unter dem Titel 'Serenade in der Wurmlinger Kapelle' statt, in der namhafte Künstler auftreten. Der Erlös fließt sozialen und pädagogischen Projekten in der ganzen Welt zu. 

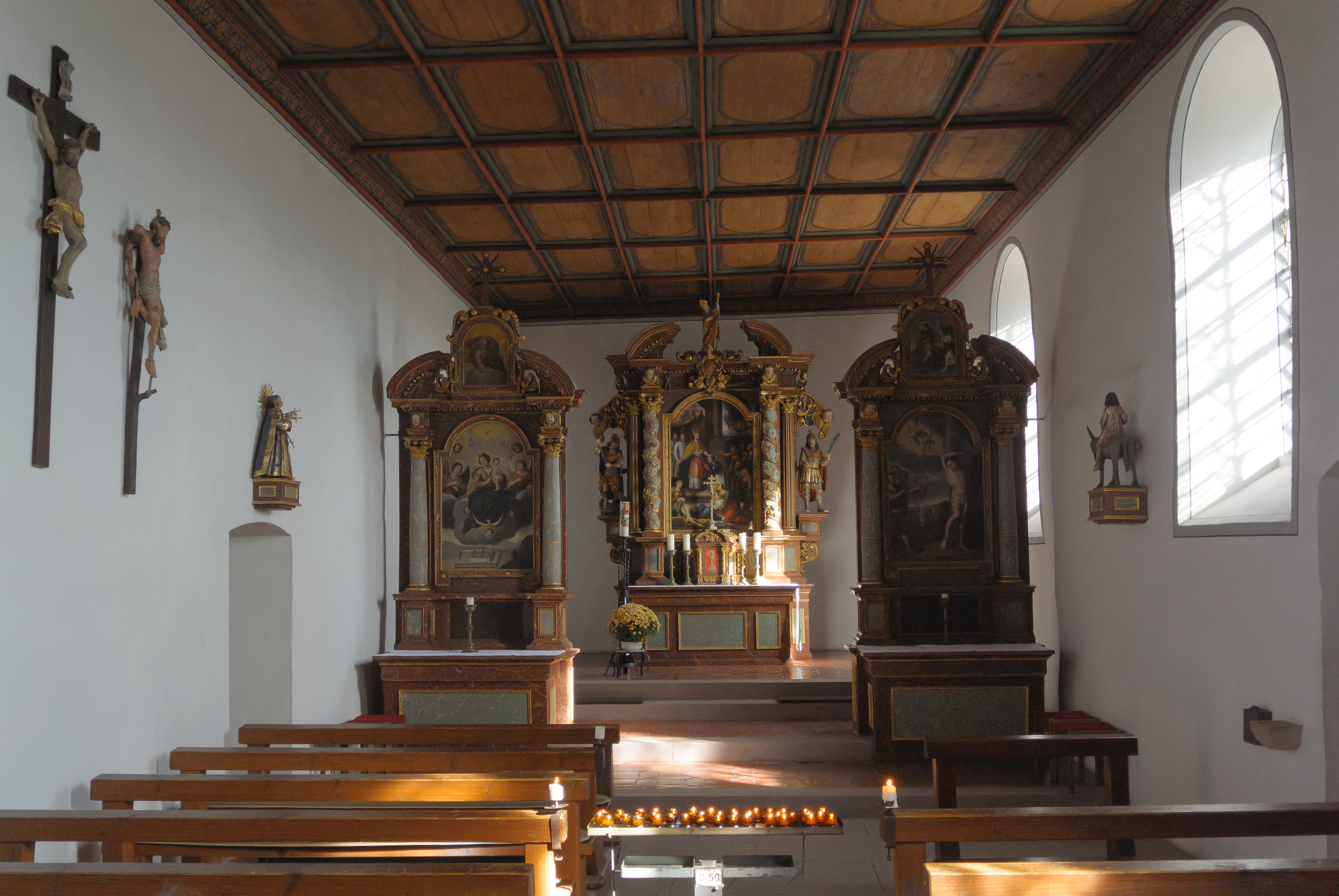
Innenraum der Wurmlinger Kapelle
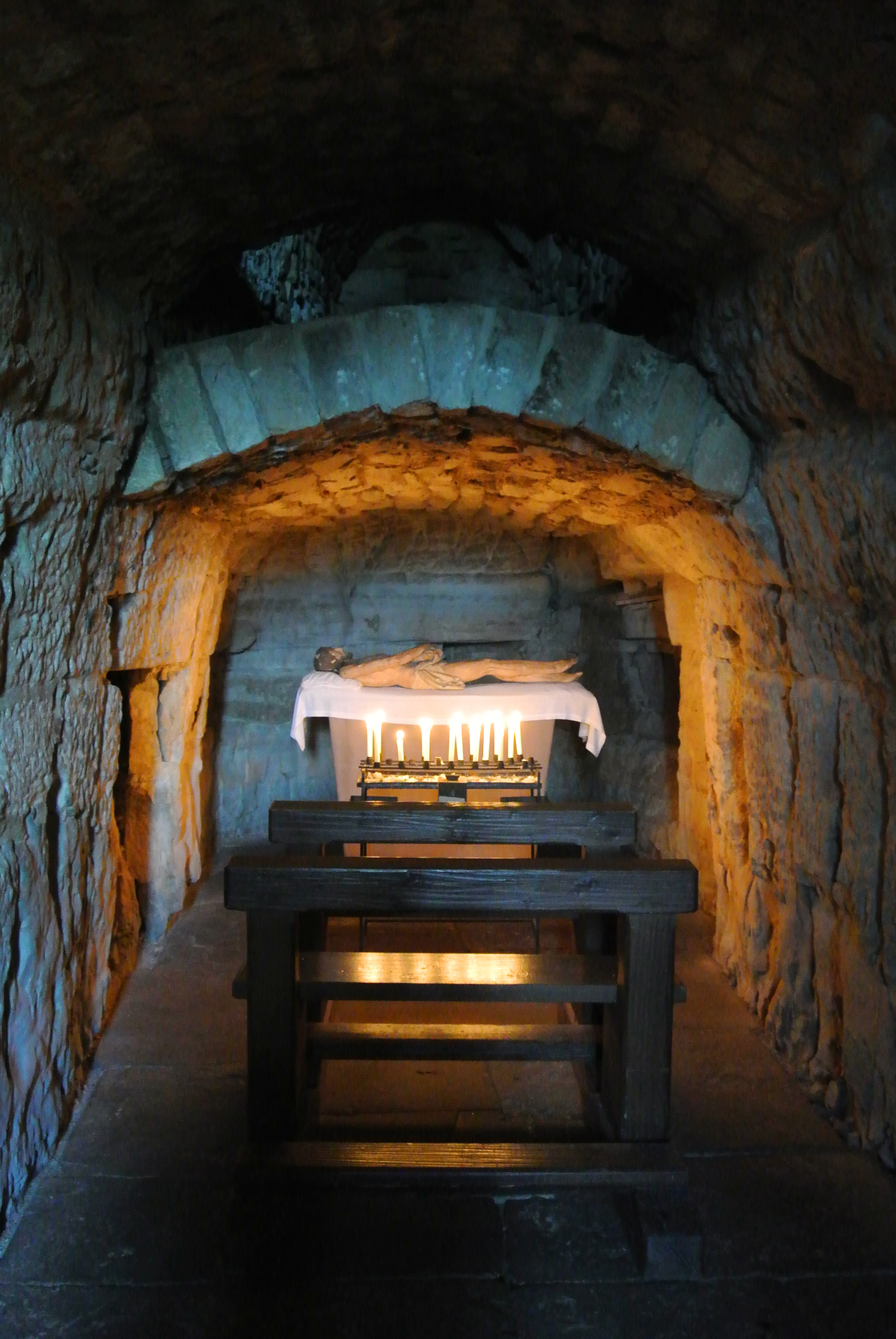
Krypta der Wurmlinger Kapelle
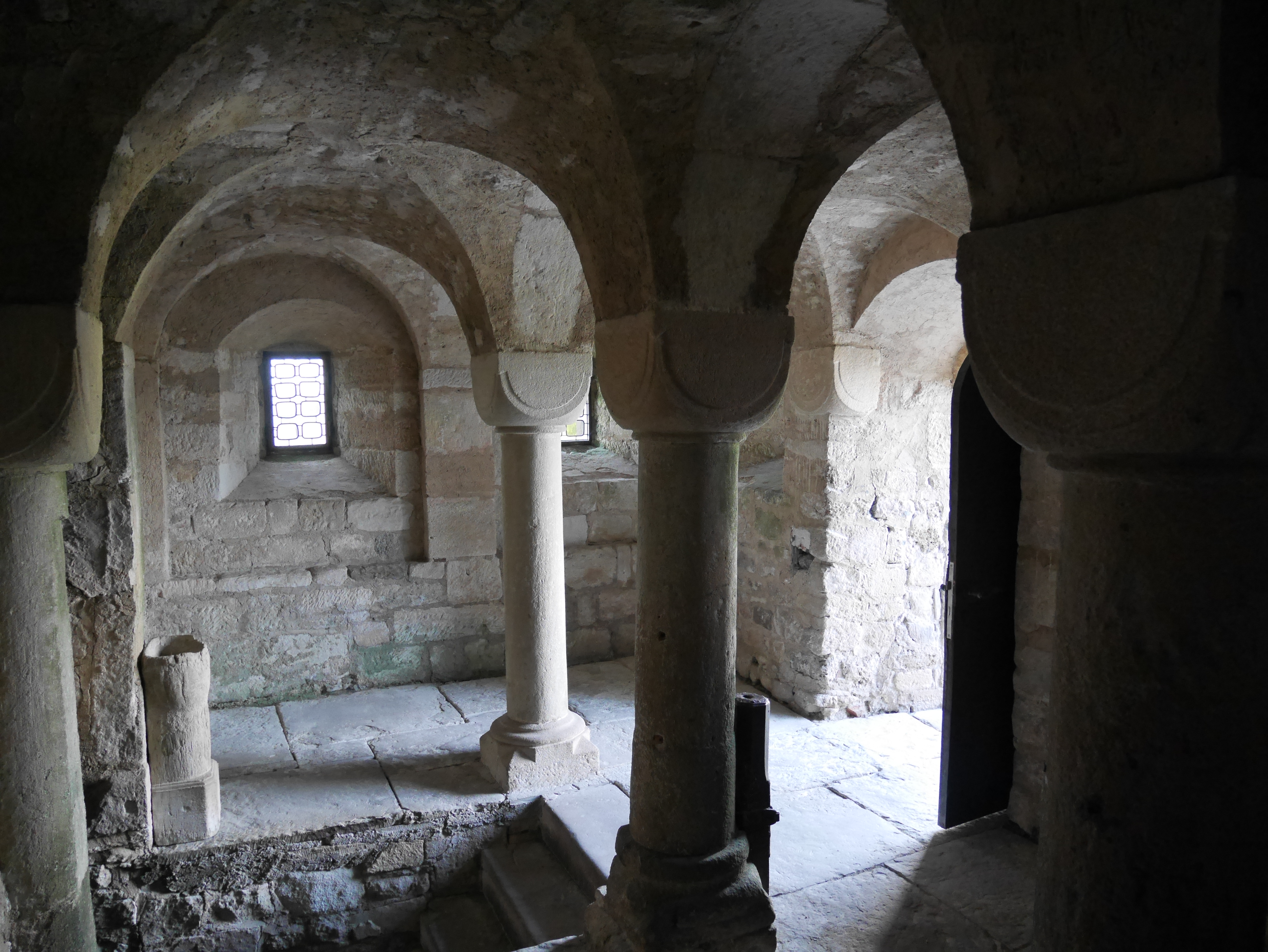
Kapitelle und Fenster der Krypta
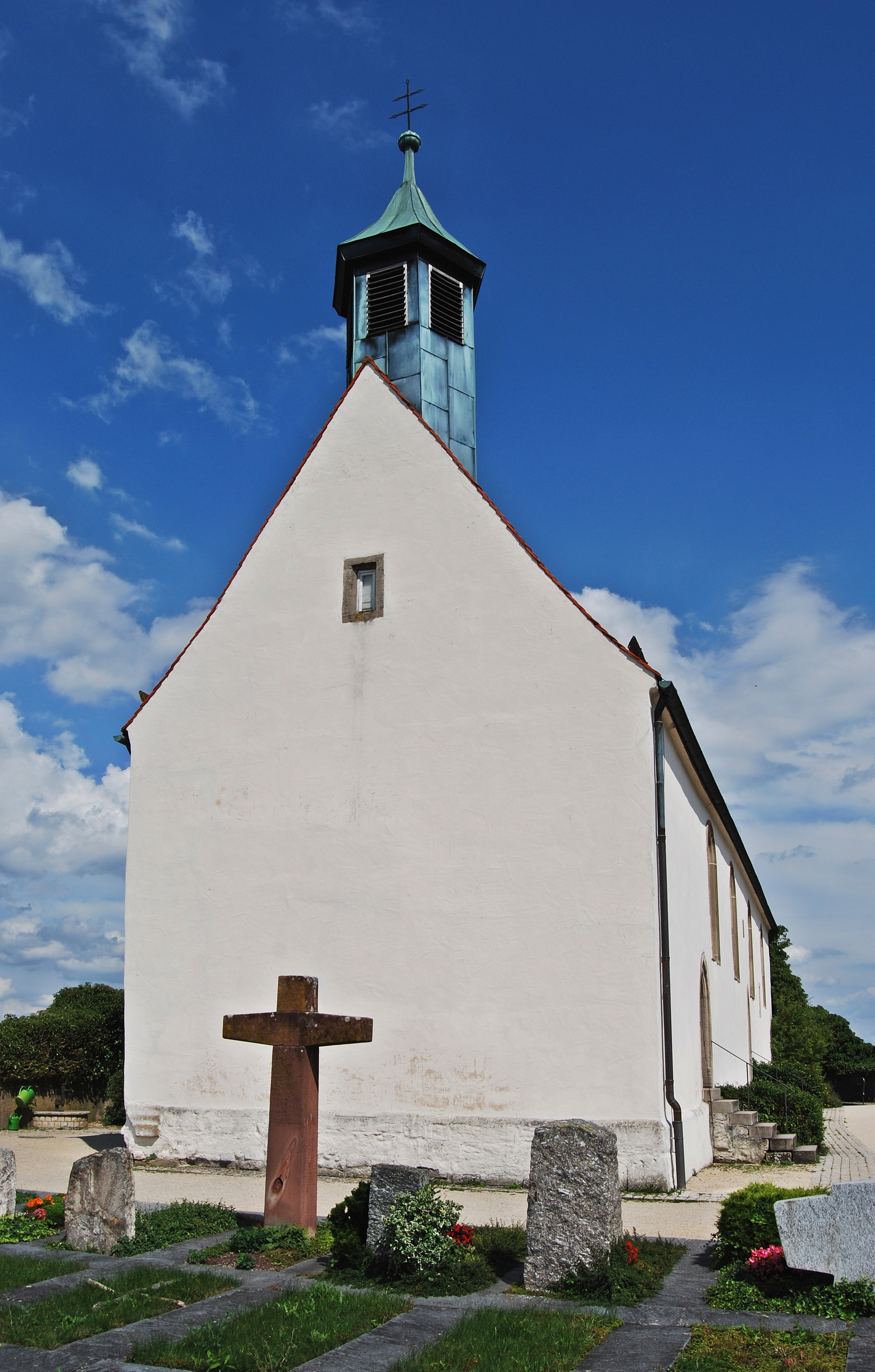
Rückansicht
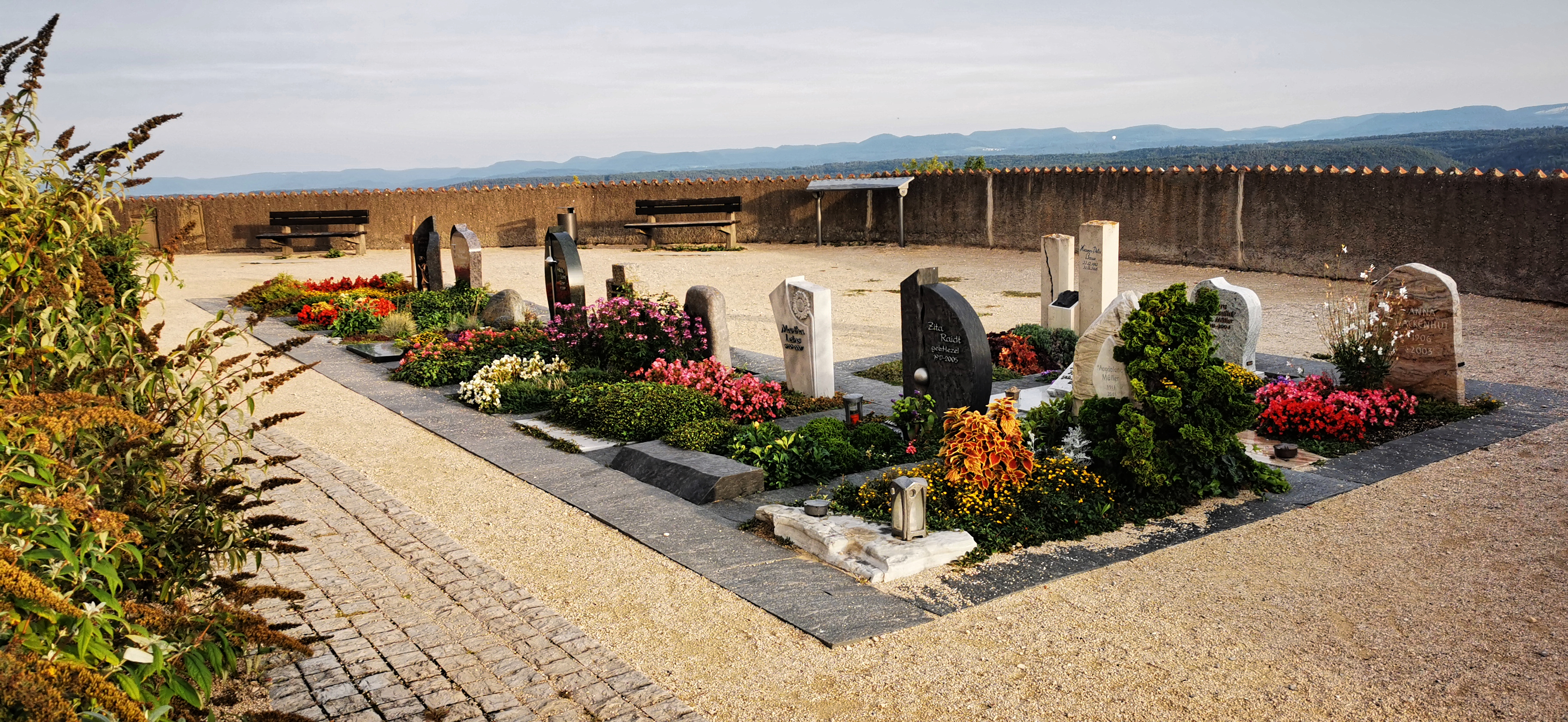
Friedhof